# 路克索事件
路克索事件是1997年11月17日上午9時（當地時間）伊斯蘭基本教義派「伊斯蘭人民組織」在埃及觀光地路克索，針對外國觀光客的無差別攻擊恐怖事件。
在此事件中，60名外國觀光客和2名埃及人警察合計共62名死亡，85名負傷。6名嫌犯在從現場逃亡的途中遭到射殺。

## 被害者
| 國籍     | 死者 |
| -------- | ---- |
| 瑞士     | 36   |
| 日本     | 10   |
| 英國     | 6    |
| 德国     | 4    |
| 埃及     | 4    |
| 哥伦比亚 | 2    |
| 計       | 62   |